# Jean Schmidt
Jeannette Marie Schmidt, född Hoffman 29 november 1951 i Cincinnati i Ohio, är en amerikansk republikansk politiker. Hon representerade delstaten Ohios andra distrikt i USA:s representanthus 2005–2013.
Schmidt avlade 1974 kandidatexamen i statsvetenskap från University of Cincinnati. Hon arbetade inom bankbranschen, som fitnessinstruktör och som lärare.
Kongressledamoten Rob Portman avgick 2005 för att tillträda som USA:s handelsrepresentant. Schmidt vann fyllnadsvalet för att efterträda Portman i representanthuset.
Schmidt har en dotter, Emilie.